# رينيه تايلور
رينيه تايلور (بالإنجليزية: Renée Taylor)‏ (مواليد 19 مارس 1933 في ذا برونكس، نيويورك)، هو ممثل أمريكي بدأ مسيرته الفنية عام 1958. كما أنه من الفائزين بجائزة إيمي سنة 1973.

## وصلات خارجية
- رينيه تايلور على موقع IMDb (الإنجليزية)
- رينيه تايلور على موقع ألو سيني (الفرنسية)
- رينيه تايلور على موقع أول موفي (الإنجليزية)
- رينيه تايلور على موقع قاعدة بيانات برودواي على الإنترنت (الإنجليزية)
- رينيه تايلور على موقع قاعدة بيانات الأفلام السويدية (السويدية)
- رينيه تايلور على موقع إن إن دي بي (الإنجليزية)
- رينيه تايلور على موقع ديسكوغز (الإنجليزية)
- رينيه تايلور على موقع قاعدة بيانات الفيلم (الإنجليزية)
- رينيه تايلور على موقع كينوبويسك (الروسية)